# Vanhankaupunginlahti
La bahía de Vanhankaupunginlahti (en finés: bahía de la ciudad vieja) y la zona de marismas adyacente a Viikki, con unas 316 hectáreas de extensión, se encuentra situada en el centro geográfico de Helsinki, lo que confiere a esta área de un estatus único. 

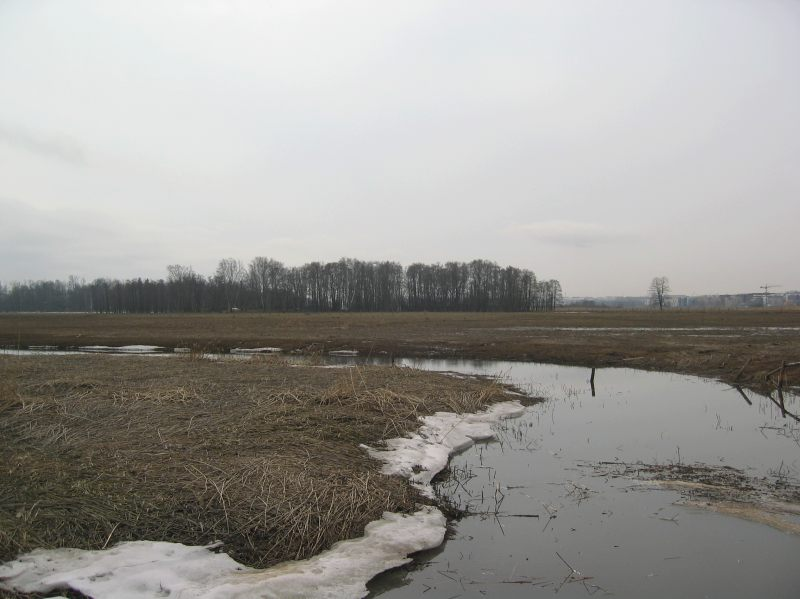
Marjales inundables de Vanhankaupunginlahti.

## Descripción
El río Vantaa fluye por la bahía de Vanhankaupunginlahti aportando agua dulce fresca que se mezcla con la salada del mar Báltico, por lo que la salinidad varía desde agua dulce a salobre, lo que permite que en la bahía haya una gran variedad de peces, tanto de aguas dulces, como de saladas. 
El hábitat más abundante de la bahía de Vanhankaupunginlahti es el humedal dominado por la caña Phragmites roja, sin embargo en el área de la bahía de Vanhankaupunginlahti y de Viikki hay una gran diversidad de hábitats; hay un mosaico de bosques, pantanos con alisedas, campos de cultivo y prados. Lo que le confiere a la zona una gran variedad y abundancia tanto de vida vegetal, como animal.
El valor de la bahía de Vanhankaupunginlahti como humedal se reconoce nacionalmente e internacionalmente, siendo uno de los santuarios más valiosos de anidada de aves, así como de alimentación y de descanso de las aves migratorias que procedentes o con destino al norte, tienen esta zona como punto de paso. 

## Historia

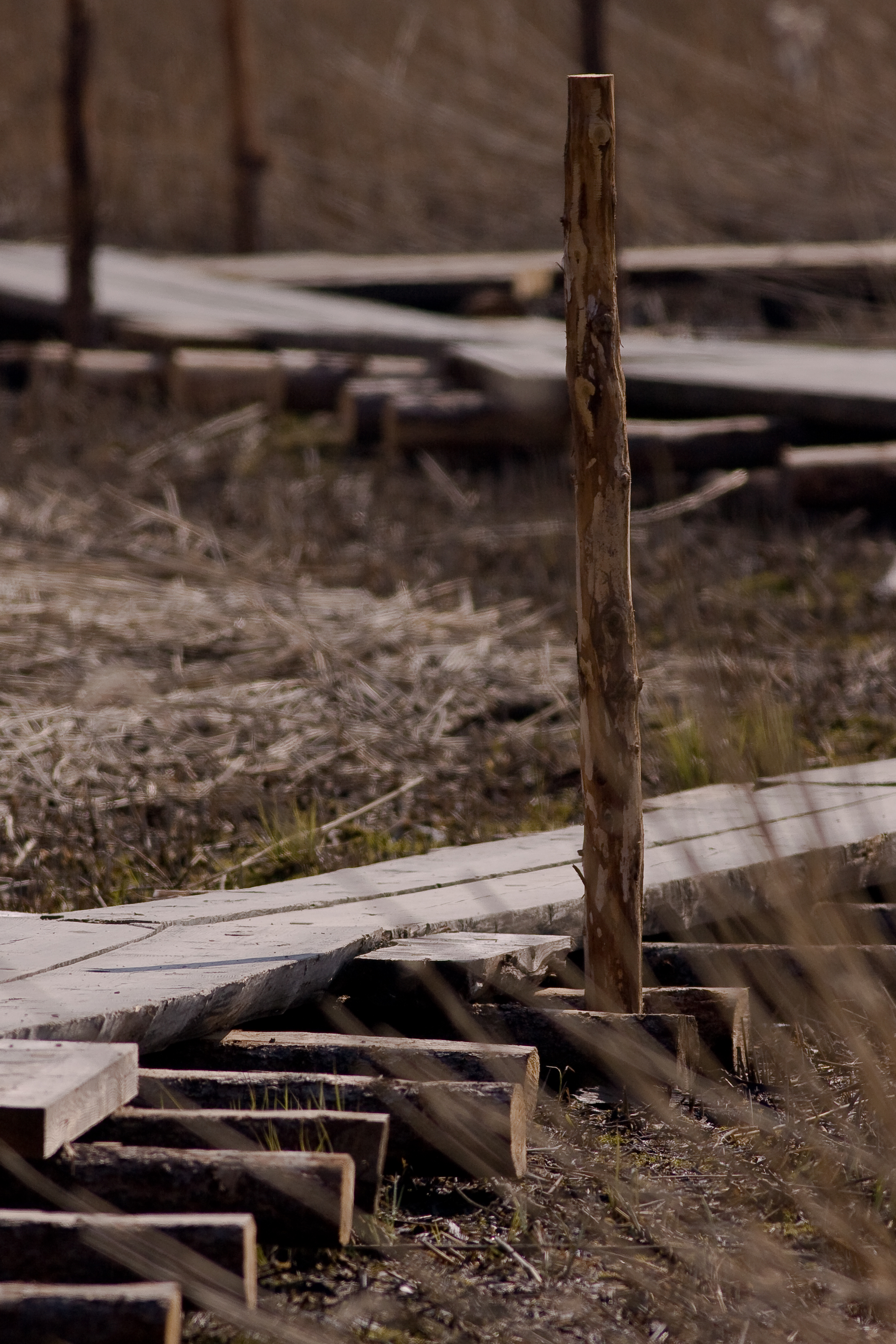
Pasarelas de visita en la zona.

Hace unos cientos de años, la parte montañosa seca de Viikki, estaban cubiertas de densos bosques altos, y una gran variedad de especies aves que habitaban esta área. Debido a la urbanización el número de aves y de búhos, por ejemplo, ha disminuido.
Los arbolados que rodeaban los pastos eran también más diversos, con arbustos bajos densos que mantenían el terreno más seco, lo que permitía la supervivencia de una gran diversidad de especies que con la presencia humana y la correspondiente modificación del terreno para la agricultura, actualmente no se encuentran. 
En 1976, Finlandia ratificó el Convenio de Ramsar de los humedales y la bahía de Vanhankaupunginlahti fue incluida en la lista de los humedales de importancia internacional. Este tratado intergubernamental proporciona el marco para la acción nacional y la cooperación internacional encaminada a la conservación de los humedales, pues los humedales constituyen un recurso de gran valor ecológico, económico, científico y de ocio.

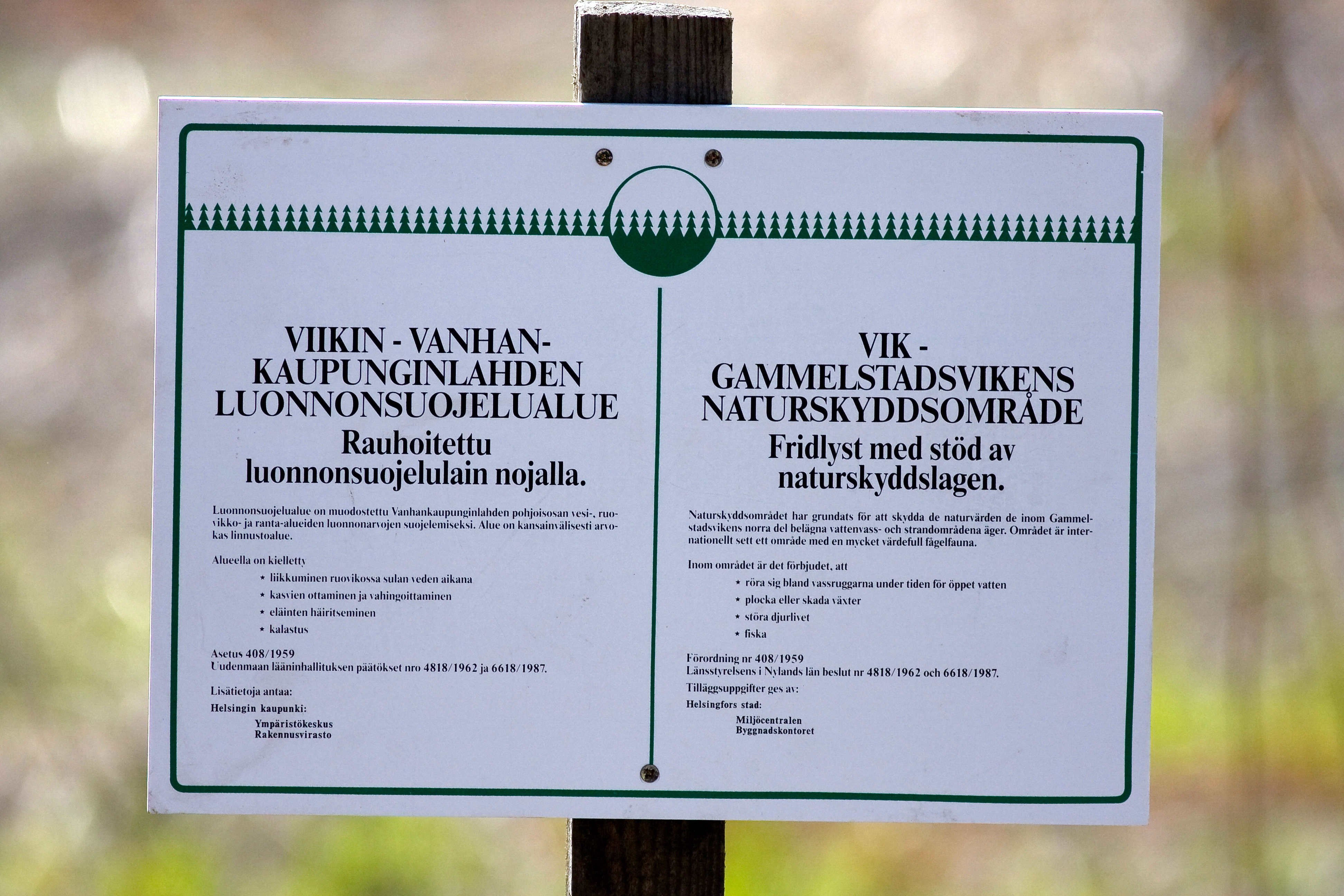
Cartel de prohibición, estipulando: " Zona de conservación. No se mueva entre las cañas durante el periodo que el área esté deshelada, ni recoger o dañar el follaje o molestar a los animales en general, no pescar." El texto a la derecha está en sueco.

Viikki es también parte de la Red Natura 2000 de la Unión Europea, y la "European Union LIFE" (agencia "VIDA de la Unión Europea") financia los medios necesarios para llevar a cabo varias medidas de protección.
Aunque el uso del suelo en Viikki ha cambiado en gran medida en los últimos años, debido a extensos proyectos de edificación, todavía hay cantidades pequeñas de los hábitats originales. Se hace también un gran esfuerzo para restaurar algunos de los prados naturales de la orilla en la bahía de Vanhankaupunginlahti. Así, desde 1993, el ganado se retira de las orillas de la bahía en Lammassaari durante los meses de verano para reducir el crecimiento de las cañas y para aumentar la biodiversidad.

## Fauna

### Aves
Vanhankaupunginlahti es un área de crianza muy importante para las aves de los humedales. El sitio concentra también una de las poblaciones nacionales más grandes de un ave nueva nidificando en Finlandia, Panurus biarmicus con 65 parejas.
- Entre las aves migratorias de paso hacia el norte o hacia zonas más al sur, se encuentran el Mergus merganser, Mergellus albellus, ánade rabudo (Anas acuta), ánade friso (Anas strepera), somomurjo cuellirojo (Podiceps grisegena), Podiceps auritus, y la barnacla cariblanca (Branta leucopsis) que se puede observar a finales de mayo en bandadas de miles volando en dirección a las estepas de Siberia, su lugar de anidada. También se pueden observar durante los periodos migratorios aves de presa como el águila pescadora (Pandion haliaetus).
- Entre las aves que se alimentan en la bahía la garza real europea (Ardea cinerea) con una población en crecimiento, Acrocephalus scirpaceus.[1]
- En aguas abiertas, se pueden observar el somomurjo lamajo (Podiceps cristatus), el porrón osculado (Bucephala clangula), el cisne común (Cygnus olor) es una especie común que acude a la bahía frecuentemente con poblaciones abundantes, otras especies comunes el pato silbón (Anas penelope), cerceta común (Anas crecca), ánade real (Anas platyrhynchos), cerceta carretona (Anas querquedula), y la cuchara común (Anas clypeata)
- Aves y Pájaros entre las cañas, Las gallaretas (Fulica), Emberiza schoeniclus, carpodacus escarlata (Carpodacus sipahi ), el Panurus biarmicus especie nueva nidificando en Vanhankaupunginlahti con la mayoría de los ejemplares de Finlandia en este lugar, Acrocephalus schoenobaenus, Acrocephalus arundinaceus, Acrocephalus palustris más escaso, rascón (Rallus aquaticus)
- Aves en los marjales inundables y prados, en los últimos años, se han realizado acciones con intención de mejorar la reserva de naturaleza de la bahía de Vanhankaupunginlahti para atraer una variedad de pájaros. Se han creado más marjales inundables y prados en el lado norte de Lammassaari. La siega y los pastos se ha reintroducido en los antiguos prados de Vanhankaupunginlahti y han producido buenos resultados, avefrías (Vanellus), y los archibebe (Tringa totanus) comunes, entre otros, están jerarquizando otra vez en los pastos. Estos pastos son además un lugar ideal para el descanso de las aves migratorias de paso que se posan en ellos para reponer fuerzas, tales como el Tringa glareola, Philomachus pugnax, y el Chrolitejo chico (Charadrius dubius), así como el archibebe claro (Tringa nebularia), el Tringa erythropus, Limicola falcinellus, la Cigüeñela (Himantopus himantopus) y el Limosa lapponica.[2]
- Aves en los campos de alrededor, los campos y los prados en Viikki están plenos de pájaros, especialmente en primavera y otoño, cuando los millares de pájaros de la migración paran aquí por un rato. Por ejemplo, la alondra común (Alauda arvensis), Bisbita, estornino (Sturnidae), y los pájaros del género Motacilla se pueden observar a principios de primavera, así como Pluvialis apricaria y Plectrophenax nivalis que descansan y se alimentan en campos abiertos en su migración hacia tierras norteñas. También los patos, las palomas, los gansos y los cisnes se avistan anualmente en los campos de Viikki durante su migración.
- Aves en las arboledas, las alisedas de Vanhankaupunginlahti proporcionan un hábitat adecuado para las poblaciones más exigentes de pájaros. En las arboledas más viejas,  los pájaros se jerarquizan en las cavidades de los árboles, tal como Picoides minor, o el Dendrocopos leucotos. Una de las especies nidificantes en cavidades es la paloma zurita (Columba oenas), que está entre la primera especie migratoria en aparecer en primavera, sus poblaciones, últimamente se han recuperado bien a lo largo de la costa meridional de Finlandia.

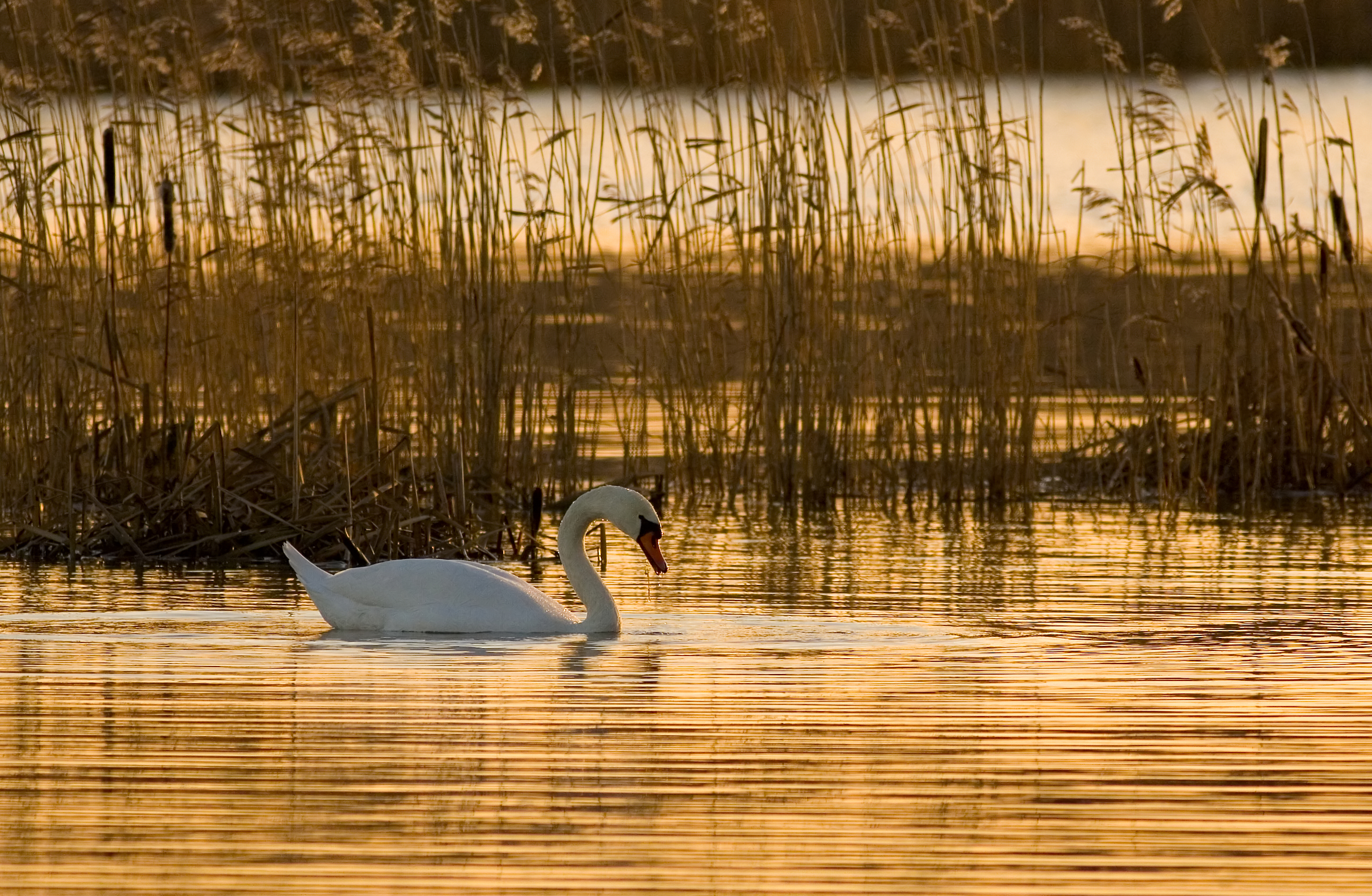
Cisne blanco
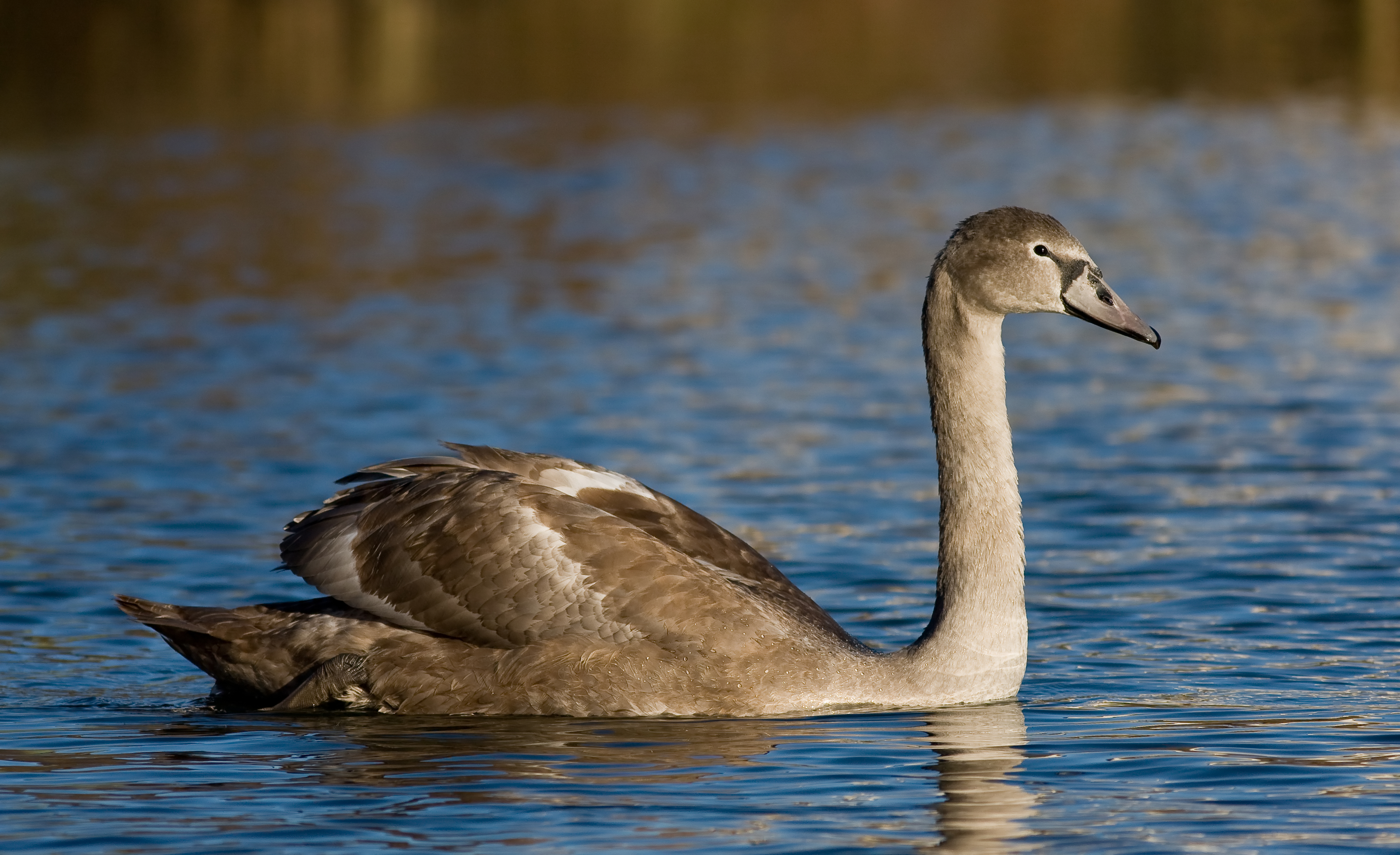
Joven cisne blanco
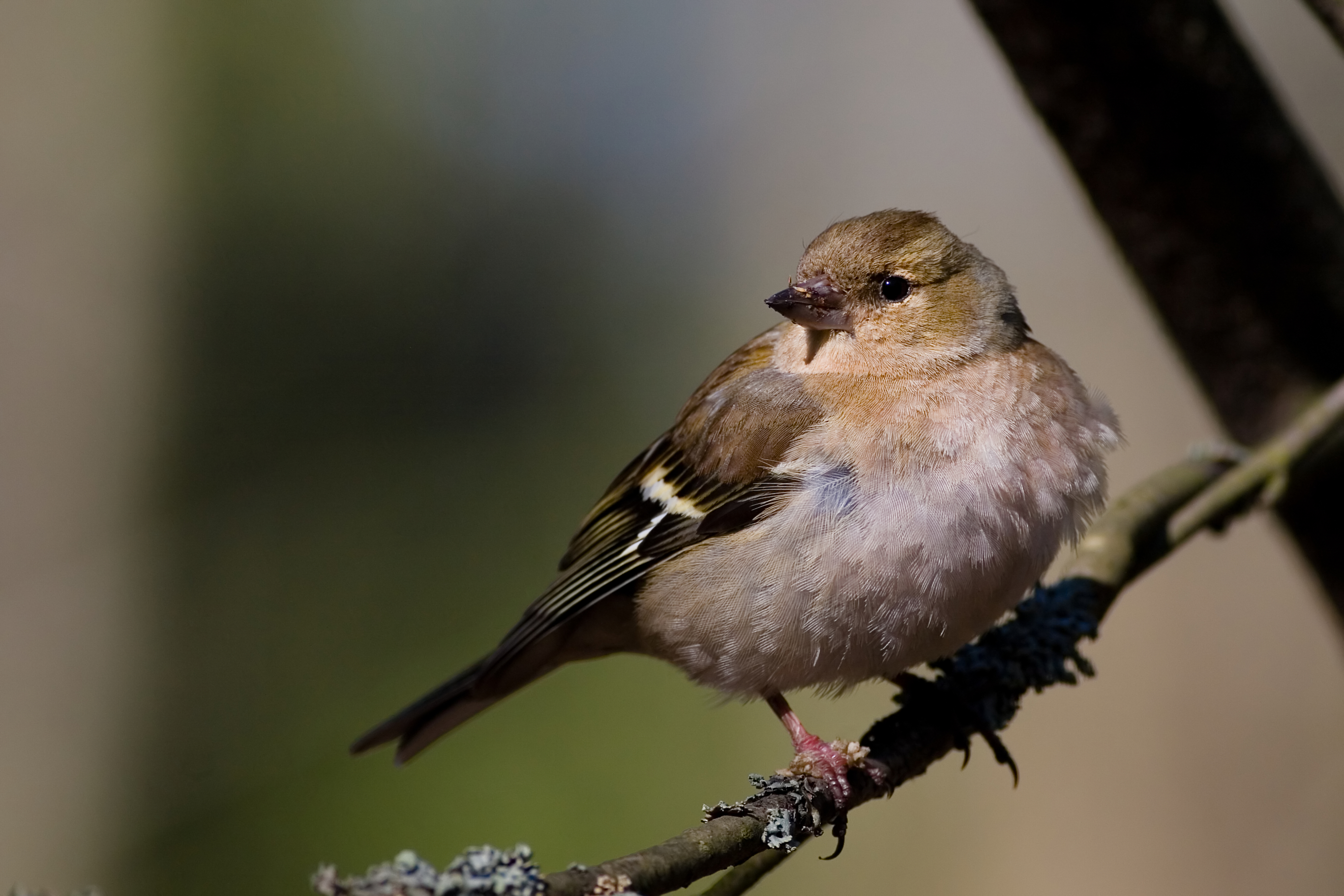
Pinzón vulgar (hembra)
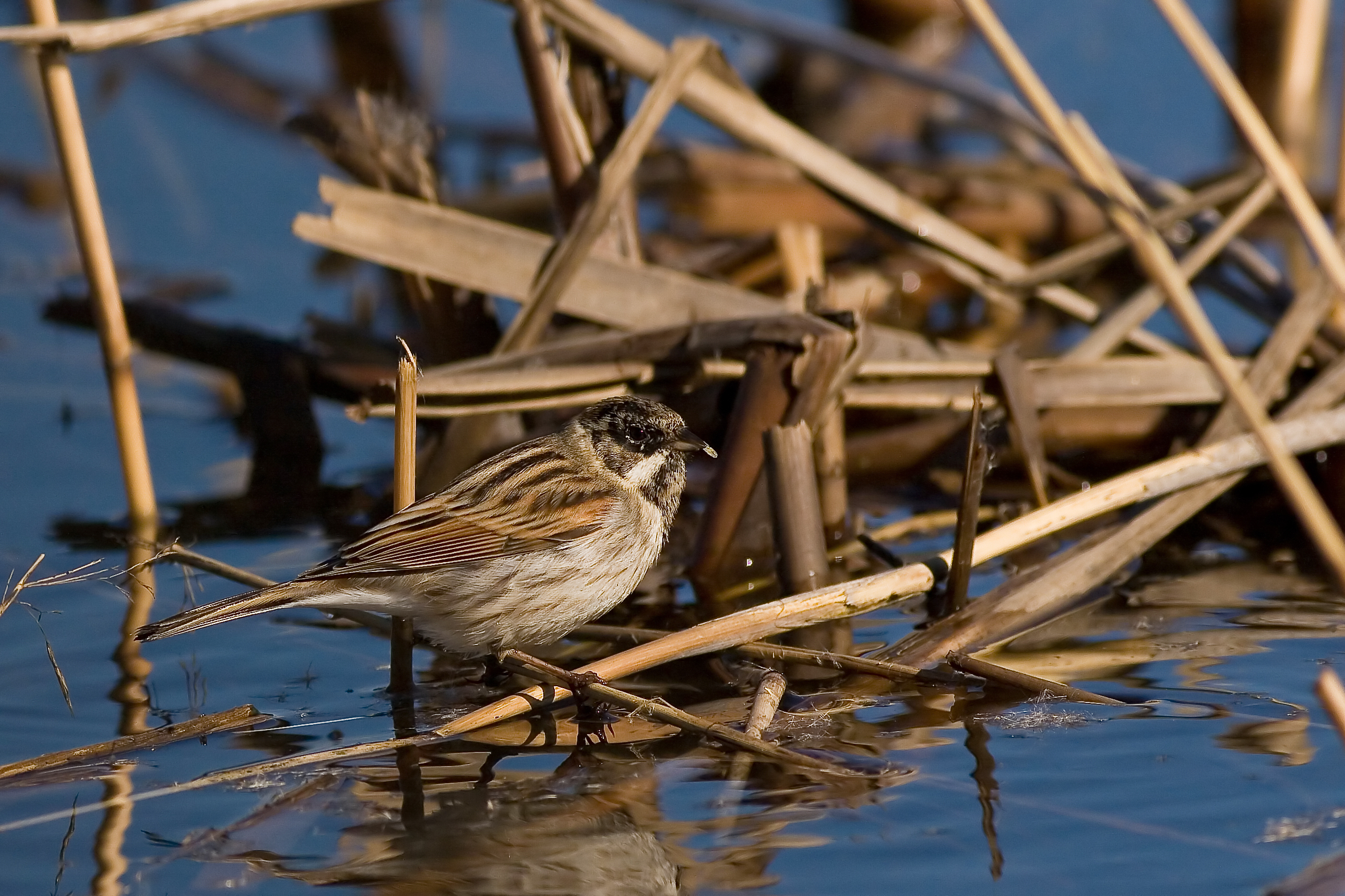
Escribano palustre
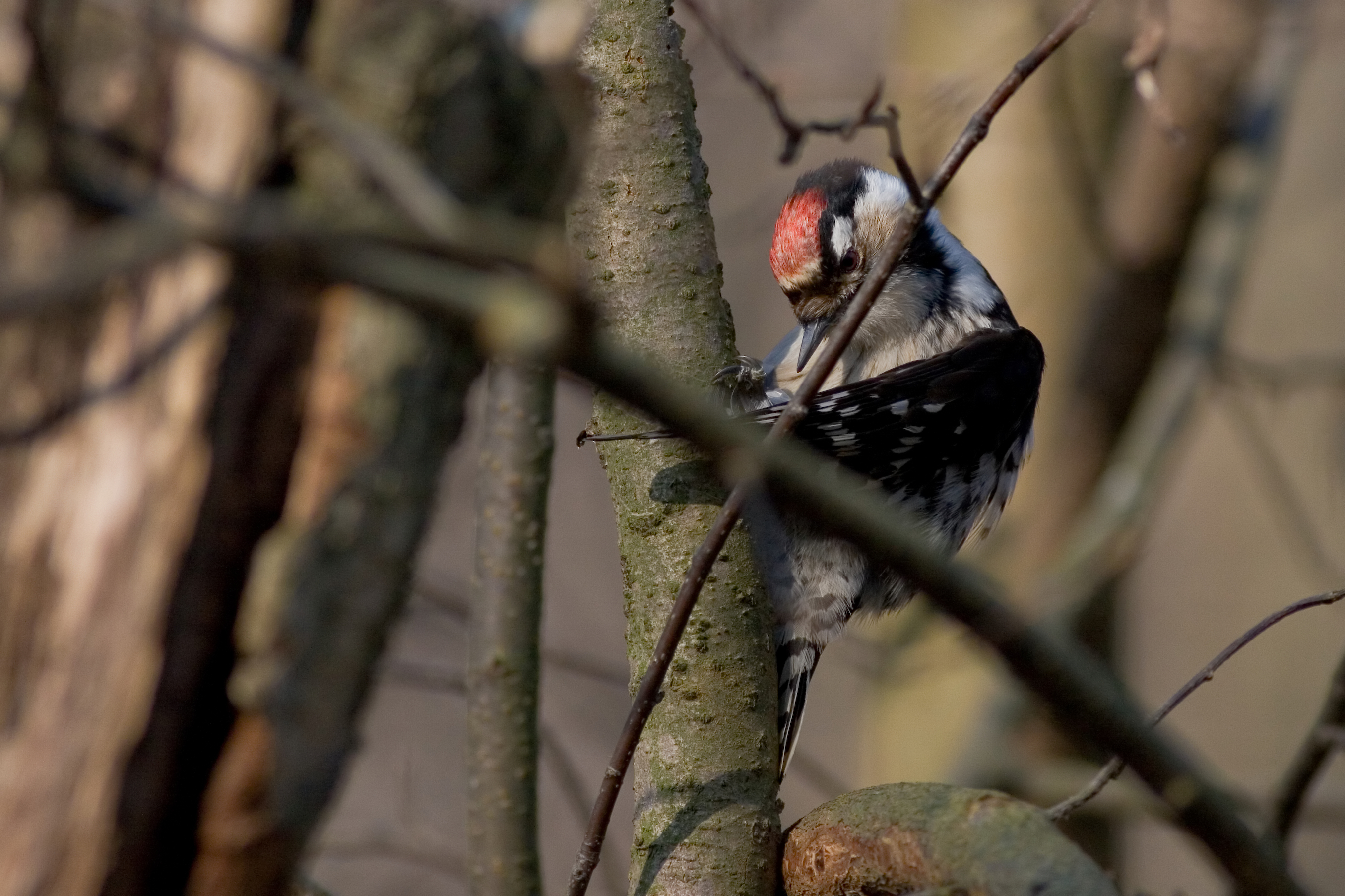
Pico menor
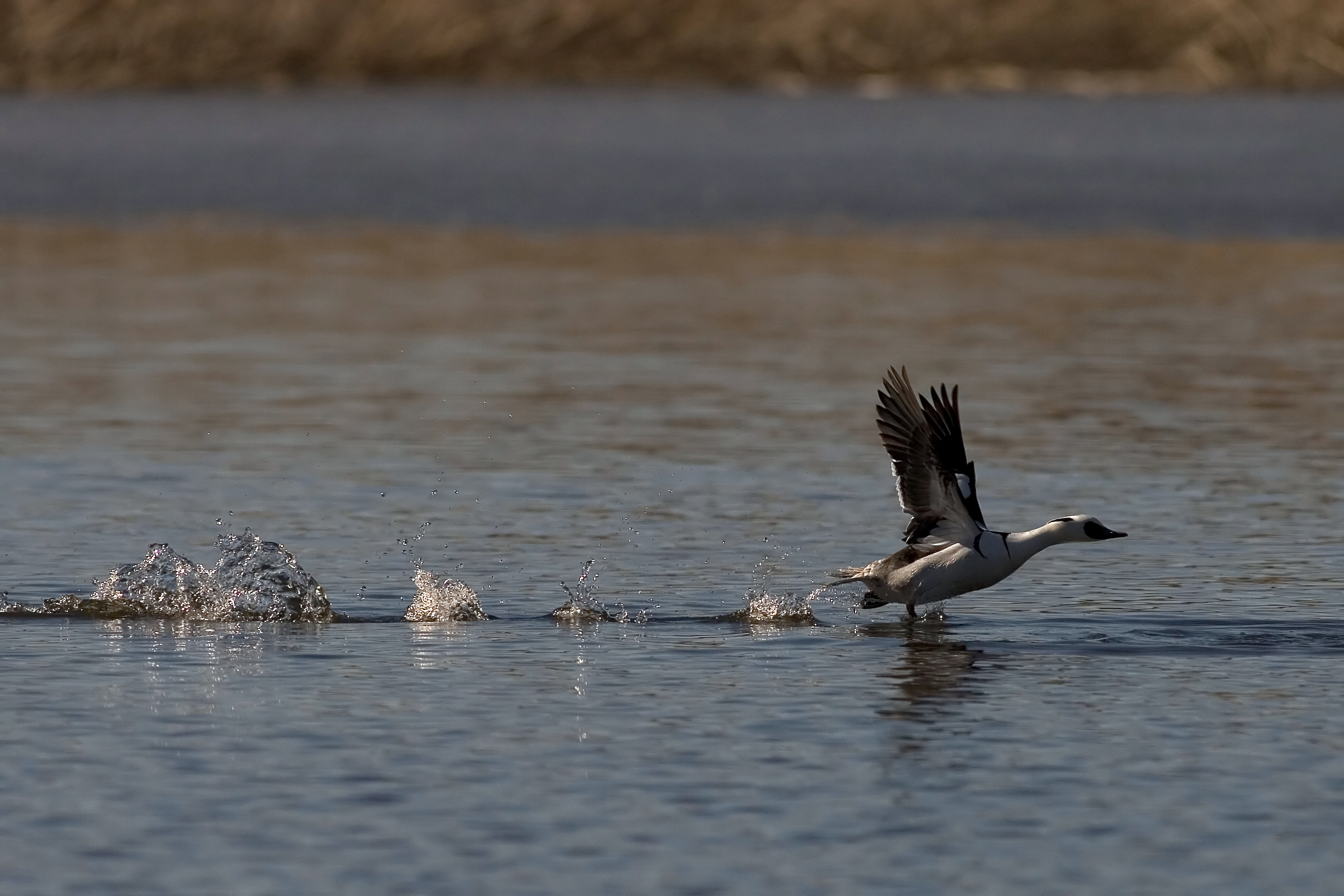
Serreta chica
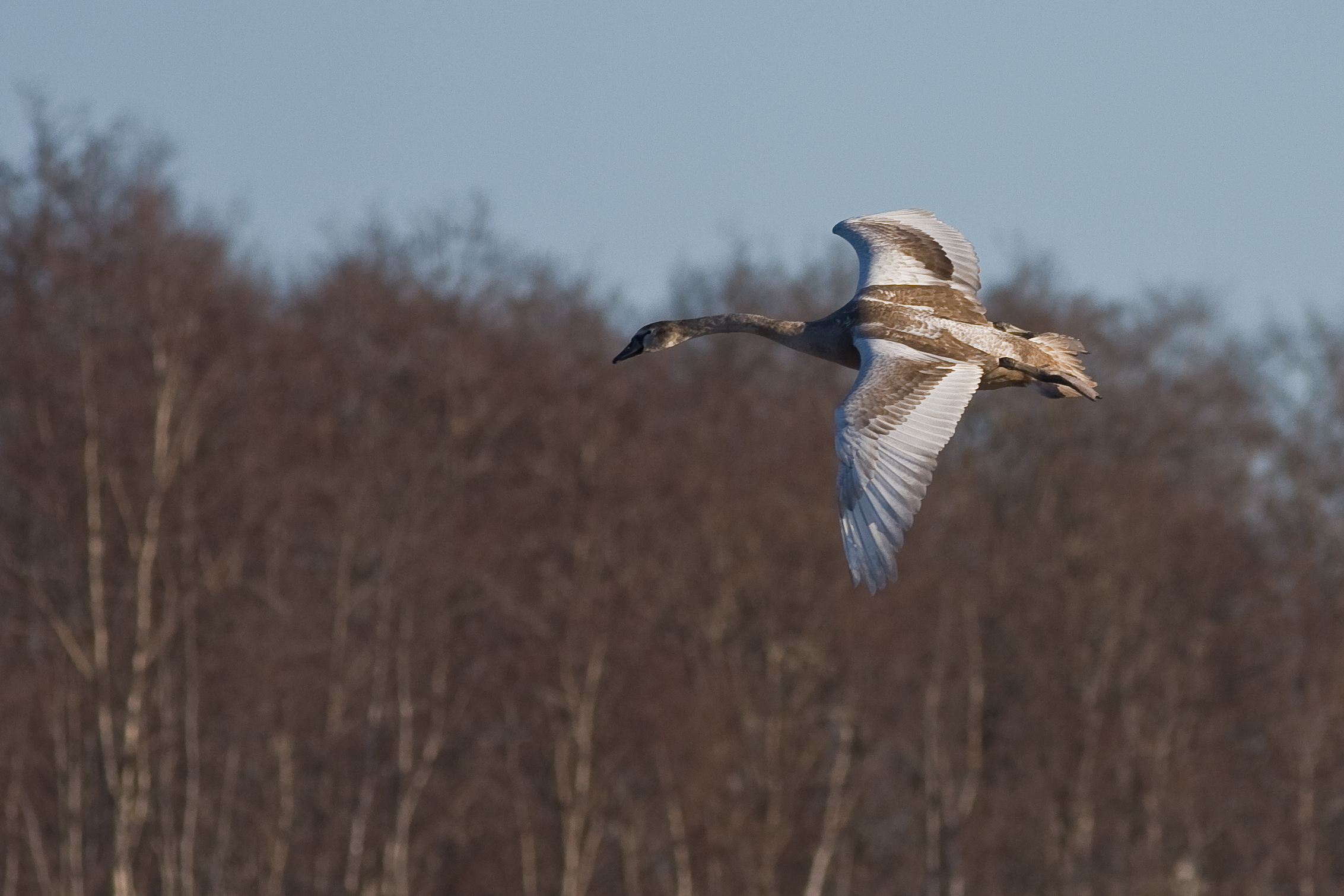
Joven cisne blanco
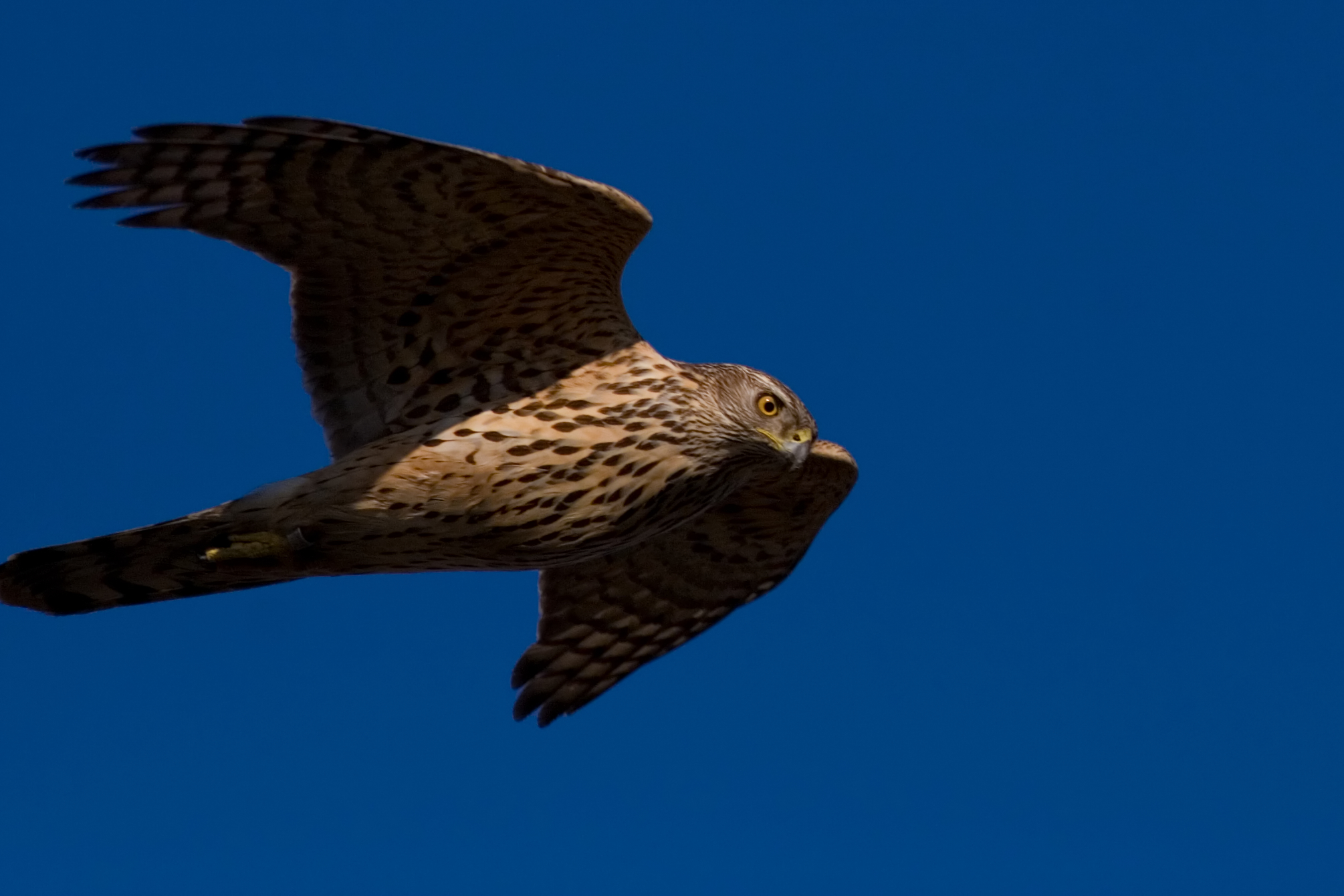
Azor Común

### Mamíferos
Muchas son las especies de mamíferos que habitan el área de Viikki. La mayoría de éstos son nocturnos, aunque también abundan las  liebres, los Erizos, o las ardillas marrones. Las ratas almizcleras (Ondatra zibethicus) construyen sus montones cónicos de jerarquía cerca de la orilla y pueden ser vistas nadando alrededor de ellos. Otras especies son los zorros, y de los mamíferos con mayor porte, el ciervo común (Cervus elaphus), y el ciervo de virginia (Odocoileus virginianus).

### Anfibios y reptiles
En la bahía de Vanhankaupunginlahti hay siete especies de anfibios y de reptiles, pero el número de los anfibios ha disminuido claramente en los últimos tiempos. Además de la rana común y del sapo común que pueden ser encontrados actualmente, las ranas gigantes de los pantanos habitaban la bahía de Vanhankaupunginlahti. Estas ranas eran comunes en las décadas de 1930 y 1940 pero desde entonces la población disminuyó y la última que se avistó fue en 1960, y se está pensando en su reintroducción. 

### Peces
La población permanente de los pescados en la bahía de Vanhankaupunginlahti refleja la naturaleza eutrófica de sus aguas. Las especies más comunes son, rutilo (Rutilus rutilus), Scardinius erythrophthalmus, Abramis bjoerkna, lucio europeo (Esox lucius), y zander (Sander lucioperca). Estos se cogen en redes y pesca con caña. La bahía de Vanhankaupunginlahti es una de las áreas de pesca del zander más importante en la región de Helsinki. Los arenques y la platija bálticos están entre las especies marinas que se puede coger en la bahía de Vanhankaupunginlahti. 
La pesca en la bahía de Vanhankaupunginlahti necesita licencia.

### Insectos
Hay una gran variedad de insectos en Viikki debido a la gran variedad de hábitat. Entre ellos son las mariposas la más vistosas y visible sobre todo en primavera, siendo de destacar: 
Vanessa atalanta, Aeshna sp., Gonepteryx rhamni, Pieris napi, Nymphalis antiopa, Inachis io, y Aglais urticae.

## Flora

### Árboles de gran porte
Alnus glutinosa, Populus tremula, Acer platanoides, Pinus sylvestris, Sorbus aucuparia, Betula pendula, y Picea abies

### Árboles pequeños y arbustos
Sambucus racemosa, Prunus padus, Corylus avellana, y Ribes alpinum

### Plantas herbáceas
Vaccinium myrtillus, Trientalis europaea, Phragmites australis, Festuca rubra, Potentilla palustris, Caltha palustris, Convallaria majalis, Equisetum pratense, Silene dioica, Typha sp., Anemone nemorosa, Melampyrum silvaticum y Oxalis acetosella

## Niveles de protección
Protection status National Partial International Partial218 ha of IBA covered by Protected Area on Private Land (Viikki-Vanhankaupunginlahti, 218 ha). 36 ha of IBA covered by Specific Protection Area (Viikki, 36 ha). 141 ha of IBA covered by Specific Protection Area (Laajalahti, 141 ha). 247 ha of IBA covered by Ramsar Site (Viikki, 247 ha). 531 ha of IBA covered by two Special Protection Areas (Laajalahden lintuvesi; Vanhankaupunginlahden lintuvesi).

## Alrededores
- Gardenia-Helsinki, invernadero con colecciones de plantas tropicales.
- Arboretum de Viikki que está administrado por la universidad de Helsinki.
- Universidad de Helsinki, Campus de Viikki.
- Museo de Agricultura de Viikki
- Museo de Tecnología de Viikki
- Museo de las Centrales Energéticas
- Helsinki Business Park